# 住吉輝紗良
住吉 輝紗良（すみよし きさら、2000年3月8日 - ）は、日本のフリースタイルスキー選手。2022年に引退を表明、現役時代は在学する日本大学に所属した。夫は同じくフリースタイルスキー選手の堀島行真。
日本大学卒。

## 来歴
北海道倶知安町出身。 小学3年時からスキーチーム「ニセコB&J」に所属。小学校高学年から本格的にモーグルを始め、小学校6年生で北海道選手権優勝。中学2・3年時にはジュニア五輪を連覇した。北海道倶知安高等学校1年時からナショナルチーム入りし、3年時に出場した2017年全日本選手権デュアルモーグルで初優勝。
高校卒業後、日本大学に進学。日大入学後は2018年ジュニア世界選手権、2019年冬季ユニバーシアードで優勝。ワールドカップでは2019-2020年シーズンに5度入賞し、総合ランキング8位。2020-2021年シーズンでは2021年2月のワールドカップ第4戦の3位など、国際大会で4度入賞。2021-2022年シーズンのワールドカップ最高順位は4位。
2018年の平昌オリンピックでは女子モーグル日本代表としての出場を逃したが、2022年の北京オリンピックではフリースタイルスキーモーグル女子代表として出場。予選2回目で上位10人に入り決勝に進出。決勝1回目は71.52点で上位12人に入れず、2回目進出はならなかった。
2022年7月、自身のSNSを通じて、3月に行われた全日本選手権を最後に現役を引退することを表明した。11月、SNSを通じてフリースタイルスキー選手の堀島行真との結婚を公表した。

### 主な戦績
（出典）
- 2017年・2018年 全日本選手権デュアルモーグル優勝
- 2018年 世界ジュニア選手権モーグル優勝。
- 2019年・2021年 世界選手権代表
- 2021年 モーグルワールドカップ ディアバレー大会3位
- 2022年 北京オリンピック決勝進出[6]